# Chelonus disparilis
Chelonus disparilis är en stekelart som beskrevs av Mccomb 1968. Chelonus disparilis ingår i släktet Chelonus och familjen bracksteklar. Inga underarter finns listade i Catalogue of Life.